# Staurotypus
Genre
Synonymes
- Stauremys Gray 1864

Staurotypus est un genre de tortues de la famille des Kinosternidae.

## Répartition
Les deux espèces de cette sous-famille se rencontrent au Mexique, au Guatemala, au Salvador, au Honduras et au Belize.

## Liste des espèces
Selon TFTSG (23 juin 2011) :
- Staurotypus salvinii Gray, 1864
- Staurotypus triporcatus (Wiegmann, 1828)

## Publication originale
- Wagler, 1830 : Natürliches System der Amphibien, mit vorangehender Classification der Säugthiere und Vögel. Ein Beitrag zur vergleichenden Zoologie. J.G. Cotta, München, p. 1-354 (texte intégral).